# Festival RTP da Canção 1979
O XVI Festival RTP da Canção 1979 foi o décimo-sexto Festival RTP da Canção, a final teve lugar no dia 23 de Fevereiro de 1979 no Cinema Monumental, em Lisboa, a 1.ª semifinal teve lugar no dia 3 de Fevereiro de 1979, a 2.ª semifinal teve lugar no dia 10 de Fevereiro de 1979 e a 3.ª semifinal teve lugar no dia 17 de Fevereiro de 1979 no Teatro Villaret, em Lisboa.
Fialho Gouveia e Manuela Matos foram os apresentadores da final do festival e das três semifinais.

## Festival
O Festival da Canção de 1979 foi delineado pela RTP de modo diferente dos anteriores.
A estação pública de televisão abriu concurso a todos os compositores, tendo recebido 257 originais.
O júri de seleção apurou 27 canções que foram distribuídas por três semifinais que tiveram lugar no Teatro Villaret, em Lisboa.
Foi preconizado previamente que as três canções mais pontuadas, em cada semifinal, transitariam para a grande final do Monumental.
O júri de seleção foi composto pelas seguintes individualidades: César de Oliveira, João Maria Tudella, José Luís Tinoco, Luís Villas-Boas e Nuno Nazareth Fernandes.
A grande final aconteceu a 23 de Fevereiro no Cinema Monumental, em Lisboa.
A apresentação das três semifinais e da grande final foi da responsabilidade de Fialho Gouveia e de Manuela Matos que mais tarde viria a mudar o nome para Manuela Moura Guedes.
Wilson Simonal foi a atração convidada que atuou na primeira parte, antes do desfile das nove canções finalistas.
Na grande final a votação esteve somente a cargo do júri distrital que escolheu o tema "Sobe, sobe, balão sobe" para nos representar no Festival Eurovisão da Canção, uma canção da autoria de Nóbrega e Sousa, com interpretação de Manuela Bravo e orquestração de Fernando Correia Martins.
Em 2º lugar classificou-se a canção "Eu só quero" por Gabriela Schaaf, a 17 pontos de distância da vencedora.

### 1ª Semi-Final
| #  | Artista                                | Canção                      | Letra (l) / Música (m)                          | Pontuação | Classificação |
| -- | -------------------------------------- | --------------------------- | ----------------------------------------------- | --------- | ------------- |
| 1º | Samuel                                 | "Recados da ilha"           | Carlos Alberto Moniz (m), Álamo Oliveira (l)    | 4º        | 17            |
| 2º | Edmundo Falé                           | "País das maravilhas"       | Fernando Guerra (m & l)                         | 8º        | 10            |
| 3º | Paula Abril                            | "Bergantim"                 | Paco Bandeira (m & l), Eduardo Olímpio (l)      | 9º        | 4             |
| 4º | Samuel                                 | "O fogo desta idade"        | Samuel (m), José Jorge Letria (l)               | 5º        | 14            |
| 5º | Gonzaga Coutinho                       | "Tema para um homem só"     | Gonzaga Coutinho (m & l)                        | 2º        | 19            |
| 6º | Carlos Alberto Moniz e Maria do Amparo | "A outra banda"             | Carlos Alberto Moniz (m), Manuel A. Valente (l) | 7º        | 11            |
| 7º | SARL                                   | "Uma canção comercial"      | Pedro Osório (m & l)                            | 1º        | 20            |
| 8º | Carlos Alberto Vidal                   | "Olha como é linda a manhã" | Carlos F.Santos (m), Carlos Alberto Vidal (l)   | 6º        | 13            |
| 9º | Concha                                 | "Qualquer dia, quem diria"  | Nuno Rodrigues (m), António Pinho (l)           | 2º        | 19            |

A seleção das três canções para a final foi da responsabilidade de um júri constituído por 5 personalidades, que pontuaram cada uma das canções a concurso até 5 pontos, conforme a sua análise e apreciação dos temas:
| Canções Pontuadas | Júri de Seleção         | Júri de Seleção   | Júri de Seleção   | Júri de Seleção  | Júri de Seleção  | Total | Lugar | Canções Pontuadas |
| ----------------- | ----------------------- | ----------------- | ----------------- | ---------------- | ---------------- | ----- | ----- | ----------------- |
| Canções Pontuadas | Nuno Nazareth Fernandes | César de Oliveira | João Maria Tudela | José Luís Tinoco | Luís Villas-Boas | Total | Lugar | Canções Pontuadas |
| 1                 | 3                       | 3                 | 3                 | 4                | 4                | 17    | 4º    | 1                 |
| 2                 | 2                       | 2                 | 2                 | 2                | 2                | 10    | 8º    | 2                 |
| 3                 | 0                       | 0                 | 2                 | 1                | 1                | 4     | 9º    | 3                 |
| 4                 | 2                       | 4                 | 2                 | 3                | 3                | 14    | 5º    | 4                 |
| 5                 | 5                       | 4                 | 4                 | 3                | 3                | 19    | 2º    | 5                 |
| 6                 | 1                       | 2                 | 2                 | 3                | 3                | 11    | 7º    | 6                 |
| 7                 | 3                       | 5                 | 4                 | 4                | 4                | 20    | 1º    | 7                 |
| 8                 | 3                       | 2                 | 2                 | 3                | 3                | 13    | 6º    | 8                 |
| 9                 | 5                       | 5                 | 3                 | 4                | 2                | 19    | 2º    | 9                 |

### 2ª Semi-Final
| #   | Artista               | Canção                              | Letra (l) / Música (m)                         | Pontuação | Classificação |
| --- | --------------------- | ----------------------------------- | ---------------------------------------------- | --------- | ------------- |
| 10º | Luís Arriaga          | "A tua imagem"                      | Luís Arriaga (m), José Manuel Santos (l)       | 7º        | 12            |
| 11º | Isabel Soares         | "Cantiga de amor"                   | Manuel José Soares (m), Mário Contumélias (l)  | 8º        | 10            |
| 12º | Gabriela Schaaf       | "Eu só quero"                       | Nuno Rodrigues (m), António Pinho (l)          | 2º        | 20            |
| 13º | Jorge Coutinho        | "Bom dia quotidiano"                | Eduardo Paes Mamede (m), Carlos Guerreiro (l)  | 9º        | 8             |
| 14º | João Henrique         | "Para te ver passar"                | Carlos F.Santos (m), João Henrique (l)         | 5º        | 14            |
| 15º | Tozé Brito            | "Novo canto português"              | Pedro Brito (m), Tozé Brito (l)                | 3º        | 19            |
| 16º | Alexandra             | "Zé brasileiro, português de Braga" | António Sala (m), Vasco Lima Couto (l)         | 4º        | 18            |
| 17º | Teresa Silva Carvalho | "Cantemos até ser dia"              | Pedro Osório (m & l)                           | 1º        | 21            |
| 18º | Valério Silva         | "Canção do realejo"                 | Fernando Correia Martins (m), António Sala (l) | 5º        | 14            |

A seleção das três canções para a final foi da responsabilidade de um júri constituído por 5 personalidades, que pontuaram cada uma das canções a concurso até 5 pontos, conforme a sua análise e apreciação dos temas:
| Canções Pontuadas | Júri de Seleção         | Júri de Seleção   | Júri de Seleção   | Júri de Seleção  | Júri de Seleção  | Total | Lugar | Canções Pontuadas |
| ----------------- | ----------------------- | ----------------- | ----------------- | ---------------- | ---------------- | ----- | ----- | ----------------- |
| Canções Pontuadas | Nuno Nazareth Fernandes | César de Oliveira | João Maria Tudela | José Luís Tinoco | Luís Villas-Boas | Total | Lugar | Canções Pontuadas |
| 10                | 2                       | 2                 | 2                 | 3                | 3                | 12    | 7º    | 10                |
| 11                | 1                       | 2                 | 3                 | 2                | 2                | 10    | 8º    | 11                |
| 12                | 3                       | 4                 | 5                 | 4                | 4                | 20    | 2º    | 12                |
| 13                | 1                       | 1                 | 2                 | 2                | 2                | 8     | 9º    | 13                |
| 14                | 2                       | 3                 | 4                 | 3                | 2                | 14    | 5º    | 14                |
| 15                | 5                       | 4                 | 4                 | 3                | 3                | 19    | 3º    | 15                |
| 16                | 4                       | 4                 | 4                 | 3                | 3                | 18    | 4º    | 16                |
| 17                | 4                       | 5                 | 4                 | 4                | 4                | 21    | 1º    | 17                |
| 18                | 2                       | 3                 | 3                 | 3                | 3                | 14    | 5º    | 18                |

### 3ª Semi-Final
| #   | Artista                                | Canção                        | Letra (l) / Música (m)                        | Pontuação | Classificação |
| --- | -------------------------------------- | ----------------------------- | --------------------------------------------- | --------- | ------------- |
| 19º | Carlos Alberto Moniz e Maria do Amparo | "Camponês dos campos de água" | Carlos Alberto Moniz (m), Manuel Valente (l)  | 4º        | 15            |
| 20º | Edmundo Falé                           | "Canções em flor"             | Carlos F.Santos (m), Artur Lucena (l)         | 8º        | 12            |
| 21º | Florência                              | "O comboio do Tua"            | Manuel José Soares (m), Mário Contumélias (l) | 1º        | 18            |
| 22º | Grupo Gente                            | "Quatro letras"               | Pedro Calvário (m), José Sottomayor (l)       | 6º        | 13            |
| 23º | Teresa Silva Carvalho                  | "Maria, Maria"                | Pedro Osório (m), José Guerra (l)             | 6º        | 13            |
| 24º | Cândida Branca Flor                    | "A nossa história de amor"    | Tozé Brito (m & l)                            | 9º        | 11            |
| 25º | Manuel José Soares                     | "Quando chego a casa"         | Manuel José Soares (m & l)                    | 3º        | 16            |
| 26º | Cocktail                               | "Amanhã virás"                | Carlos F.Santos (m), Artur Lucena (l)         | 5º        | 14            |
| 27º | Manuela Bravo                          | "Sobe, sobe, balão sobe"      | Carlos Nóbrega e Sousa (m & l)                | 2º        | 17            |

A seleção das três canções para a final foi da responsabilidade de um júri constituído por 5 personalidades, que pontuaram cada uma das canções a concurso até 5 pontos, conforme a sua análise e apreciação dos temas:
| Canções Pontuadas | Júri de Seleção         | Júri de Seleção   | Júri de Seleção   | Júri de Seleção  | Júri de Seleção  | Total | Lugar | Canções Pontuadas |
| ----------------- | ----------------------- | ----------------- | ----------------- | ---------------- | ---------------- | ----- | ----- | ----------------- |
| Canções Pontuadas | Nuno Nazareth Fernandes | César de Oliveira | João Maria Tudela | José Luís Tinoco | Luís Villas-Boas | Total | Lugar | Canções Pontuadas |
| 19                | 1                       | 2                 | 4                 | 4                | 4                | 15    | 4º    | 19                |
| 20                | 3                       | 2                 | 3                 | 2                | 2                | 12    | 8º    | 20                |
| 21                | 4                       | 5                 | 4                 | 3                | 2                | 18    | 1º    | 21                |
| 22                | 2                       | 3                 | 3                 | 3                | 2                | 13    | 6º    | 22                |
| 23                | 2                       | 2                 | 3                 | 3                | 3                | 13    | 6º    | 23                |
| 24                | 4                       | 2                 | 2                 | 2                | 1                | 11    | 9º    | 24                |
| 25                | 3                       | 3                 | 4                 | 3                | 3                | 16    | 3º    | 25                |
| 26                | 2                       | 4                 | 3                 | 3                | 2                | 14    | 5º    | 26                |
| 27                | 5                       | 4                 | 3                 | 3                | 2                | 17    | 2º    | 27                |

### Final
| #   | Artista               | Canção                     | Letra (l) / Música (m)                        | Pontuação | Classificação |
| --- | --------------------- | -------------------------- | --------------------------------------------- | --------- | ------------- |
| 5º  | Gonzaga Coutinho      | "Tema para um homem só"    | Gonzaga Coutinho (m & l)                      | 5º        | 102           |
| 7º  | SARL                  | "Uma canção comercial"     | Pedro Osório (m & l)                          | 3º        | 123           |
| 9º  | Concha                | "Qualquer dia, quem diria" | Nuno Rodrigues (m), António Pinho (l)         | 6º        | 78            |
| 12º | Gabriela Schaaf       | "Eu só quero"              | Nuno Rodrigues (m), António Pinho (l)         | 2º        | 132           |
| 15º | Tozé Brito            | "Novo canto português"     | Pedro Brito (m), Tozé Brito (l)               | 4º        | 110           |
| 17º | Teresa Silva Carvalho | "Cantemos até ser dia"     | Pedro Osório (m & l)                          | 9º        | 52            |
| 21º | Florência             | "O comboio do Tua"         | Manuel José Soares (m), Mário Contumélias (l) | 8º        | 63            |
| 25º | Manuel José Soares    | "Quando chego a casa"      | Manuel José Soares (m & l)                    | 7º        | 76            |
| 27º | Manuela Bravo         | "Sobe, sobe, balão sobe"   | Carlos Nóbrega e Sousa (m & l)                | 1º        | 149           |

#### Resultados
Na final, pela primeira vez desde a edição de 1974, a votação voltou a ser da responsabilidade do júri distrital. No entanto, esse júri, constituído habitualmente pelas 18 capitais de distrito de Portugal Continental, passou a incluir, a partir desta edição, as 4 grandes cidades insulares: Angra do Heroísmo, Horta, Ponta Delgada e Funchal, perfazendo assim 22 júris distribuídos por Portugal Continental, Açores e Madeira. Quanto à votação, cada júri atribuiu a cada uma das canções qualquer valor entre 0 e 10 pontos, ou seja, o júri podia pontuar qualquer canção que entendesse conforme a sua apreciação das nove canções, sem ter nenhum limite no total de votos a atribuir. O júri nacional foi chamado a votar segundo a ordem alfabética das respetivas cidades:
| Júri Nacional     | Canções Pontuadas | Canções Pontuadas | Canções Pontuadas | Canções Pontuadas | Canções Pontuadas | Canções Pontuadas | Canções Pontuadas | Canções Pontuadas | Canções Pontuadas |
| ----------------- | ----------------- | ----------------- | ----------------- | ----------------- | ----------------- | ----------------- | ----------------- | ----------------- | ----------------- |
| Júri Nacional     | 5                 | 7                 | 9                 | 12                | 15                | 17                | 21                | 25                | 27                |
| Angra do Heroísmo | 5                 |                   |                   |                   |                   |                   |                   |                   | 5                 |
| Aveiro            | 5                 | 6                 | 3                 | 7                 | 8                 | 2                 | 2                 | 3                 | 8                 |
| Beja              |                   | 6                 | 4                 | 10                |                   | 2                 |                   |                   |                   |
| Braga             | 4                 | 7                 | 2                 | 6                 | 4                 | 3                 | 3                 | 2                 | 8                 |
| Bragança          | 8                 | 6                 | 3                 | 7                 | 4                 | 2                 | 3                 | 4                 | 6                 |
| Castelo Branco    | 7                 | 3                 | 5                 | 9                 | 7                 | 3                 | 2                 | 5                 | 10                |
| Coimbra           | 4                 | 4                 | 2                 | 10                | 4                 | 8                 | 4                 | 4                 | 9                 |
| Évora             | 4                 | 7                 | 4                 | 4                 | 6                 | 2                 | 5                 | 4                 | 9                 |
| Faro              | 3                 | 6                 | 1                 | 4                 | 7                 | 5                 | 3                 | 7                 | 8                 |
| Funchal           | 3                 | 2                 | 1                 | 8                 | 8                 | 1                 | 2                 | 4                 | 3                 |
| Guarda            | 5                 | 8                 | 4                 | 3                 | 7                 | 3                 | 7                 | 6                 | 10                |
| Horta             | 4                 | 5                 | 2                 | 2                 | 10                | 2                 | 3                 | 4                 | 4                 |
| Leiria            | 7                 | 10                | 4                 | 6                 |                   |                   |                   | 4                 | 1                 |
| Lisboa            | 4                 | 1                 | 10                | 9                 | 1                 |                   |                   | 1                 | 3                 |
| Ponta Delgada     | 10                | 10                |                   |                   | 3                 |                   |                   |                   | 8                 |
| Portalegre        | 4                 | 10                | 6                 | 10                | 2                 | 4                 | 3                 | 4                 | 10                |
| Porto             | 4                 | 2                 | 5                 | 8                 | 2                 | 2                 | 3                 | 3                 | 9                 |
| Santarém          | 3                 | 5                 | 2                 | 4                 | 7                 | 3                 | 4                 | 3                 | 9                 |
| Setúbal           | 5                 | 10                | 5                 | 6                 | 9                 | 5                 | 7                 | 8                 | 9                 |
| Viana do Castelo  | 4                 | 6                 | 3                 | 9                 | 9                 | 3                 |                   | 3                 |                   |
| Vila Real         | 5                 |                   | 8                 | 2                 | 6                 |                   | 7                 | 3                 | 10                |
| Viseu             | 4                 | 9                 | 4                 | 8                 | 6                 | 2                 | 5                 | 3                 | 10                |
| Total             | 102               | 123               | 78                | 132               | 110               | 52                | 63                | 76                | 149               |
| Lugar             | 5º                | 3º                | 6º                | 2º                | 4º                | 9º                | 8º                | 7º                | 1º                |
| Júri Nacional     | 5                 | 7                 | 9                 | 12                | 15                | 17                | 21                | 25                | 27                |
| Júri Nacional     | Canções Pontuadas |                   |                   |                   |                   |                   |                   |                   |                   |

| Júri Nacional     | Canções Pontuadas | Canções Pontuadas | Canções Pontuadas | Canções Pontuadas | Canções Pontuadas | Canções Pontuadas | Canções Pontuadas | Canções Pontuadas | Canções Pontuadas |
| ----------------- | ----------------- | ----------------- | ----------------- | ----------------- | ----------------- | ----------------- | ----------------- | ----------------- | ----------------- |
| Júri Nacional     | 5                 | 7                 | 9                 | 12                | 15                | 17                | 21                | 25                | 27                |
| Angra do Heroísmo | 5                 | 0                 | 0                 | 0                 | 0                 | 0                 | 0                 | 0                 | 5                 |
| Aveiro            | 10                | 6                 | 3                 | 7                 | 8                 | 2                 | 2                 | 3                 | 13                |
| Beja              | 10                | 12                | 7                 | 17                | 8                 | 4                 | 2                 | 3                 | 13                |
| Braga             | 14                | 19                | 9                 | 23                | 12                | 7                 | 5                 | 5                 | 21                |
| Bragança          | 22                | 25                | 12                | 30                | 16                | 9                 | 8                 | 9                 | 27                |
| Castelo Branco    | 29                | 28                | 17                | 39                | 23                | 12                | 10                | 14                | 37                |
| Coimbra           | 33                | 32                | 19                | 49                | 27                | 20                | 14                | 18                | 46                |
| Évora             | 37                | 39                | 23                | 53                | 33                | 22                | 19                | 22                | 55                |
| Faro              | 40                | 45                | 24                | 57                | 40                | 27                | 22                | 29                | 63                |
| Funchal           | 43                | 47                | 25                | 65                | 48                | 28                | 24                | 33                | 66                |
| Guarda            | 48                | 55                | 29                | 68                | 55                | 31                | 31                | 39                | 76                |
| Horta             | 52                | 60                | 31                | 70                | 65                | 33                | 34                | 43                | 80                |
| Leiria            | 59                | 70                | 35                | 76                | 65                | 33                | 34                | 47                | 81                |
| Lisboa            | 63                | 71                | 45                | 85                | 66                | 33                | 34                | 48                | 84                |
| Ponta Delgada     | 73                | 81                | 45                | 85                | 69                | 33                | 34                | 48                | 92                |
| Portalegre        | 77                | 91                | 51                | 95                | 71                | 37                | 37                | 52                | 102               |
| Porto             | 81                | 93                | 56                | 103               | 73                | 39                | 40                | 55                | 111               |
| Santarém          | 84                | 98                | 58                | 107               | 80                | 42                | 44                | 58                | 120               |
| Setúbal           | 89                | 108               | 63                | 113               | 89                | 47                | 51                | 66                | 129               |
| Viana do Castelo  | 93                | 114               | 66                | 122               | 98                | 50                | 51                | 69                | 129               |
| Vila Real         | 98                | 114               | 74                | 124               | 104               | 50                | 58                | 72                | 139               |
| Viseu             | 102               | 123               | 78                | 132               | 110               | 52                | 63                | 75                | 149               |
| Lugar             | 5º                | 3º                | 6º                | 2º                | 4º                | 9º                | 8º                | 7º                | 1º                |
| Júri Nacional     | 5                 | 7                 | 9                 | 12                | 15                | 17                | 21                | 25                | 27                |
| Júri Nacional     | Canções Pontuadas |                   |                   |                   |                   |                   |                   |                   |                   |